# Il Vangelo secondo Gesù Cristo
Il Vangelo secondo Gesù Cristo è un romanzo dello scrittore portoghese José Saramago, pubblicato nel 1991. Si tratta di una rivisitazione fittizia della vita di Gesù Cristo: lo dipinge come un personaggio umanizzato, con passioni e dubbi, ponendo grande enfasi sulla prima parte della sua esistenza. Attingendo sia dall'Antico sia dal Nuovo Testamento, Saramago interviene con spirito razionalista e critico, volutamente dissacratorio, per modificare gli eventi tramandati dai vangeli canonici, senza rispettarne la cronologia; contestualizzando l'intero racconto ricostruisce la quotidianità dei contemporanei della Palestina del I secolo d.C.

## Trama
Nel piccolo borgo di Nazaret, la visita di un angelo travestito da mendicante annuncia la futura nascita a Giuseppe e Maria. L'indizione, da parte delle autorità romane, di un censimento, induce la coppia a lasciare il villaggio per recarsi a Betlemme, luogo di provenienza della stirpe di Giuseppe, per registrarsi come prescritto; proprio qui, in una grotta utilizzata come stalla, alle porte della città, vede la luce Gesù. Mentre lavora a Gerusalemme per mantenere la famiglia, Giuseppe viene fortunosamente a conoscenza dell'iniziativa di Erode, re della Giudea, di inviare a Betlemme un corpo di mercenari perché uccida tutti i bambini al di sotto dei tre anni d'età che troveranno; è quella che la tradizione cristiana chiama "strage degli innocenti". Combattuto tra l'istinto di proteggere la propria famiglia, e l'impulso di avvertire tutti gli abitanti del villaggio, Giuseppe opera la scelta più egoistica, condannando a morte venticinque bambini del villaggio, e infliggendo a sé stesso un incubo ricorrente, che lo perseguiterà ogni notte.
La sacra famiglia lascia dunque Betlemme, fa ritorno a Nazaret, e qui passano gli anni, al primogenito si aggiungono altri pupilli; quando Gesù ha tredici anni e suo padre trentatré, nel corso di un sanguinoso rastrellamento di ribelli zeloti condotto dai legionari di Roma nei pressi del villaggio di Sefforis, Giuseppe, corso a sincerarsi delle condizioni di un suo vicino di casa, viene catturato e muore in croce. A scoprire il corpo sono Maria, distrutta dalla perdita del marito, e Gesù, al quale, inusitatamente, si trasmette, sebbene leggermente modificato, l'incubo del padre. Una richiesta di chiarimenti alla madre porta Gesù a scoprire la verità sull'eccidio di Betlemme e ad allontanarsi dalla propria casa, venendo meno ai doveri di primogenito.
Gesù si reca dunque a Gerusalemme (sulla strada viene assalito e derubato da due briganti), interroga un sacerdote del Tempio circa l'ereditarietà della colpa, si reca poi a Betlemme, dove incontra l'anziana schiava che gli ha fatto da levatrice, Zelomi, e ottiene informazioni più circostanziate sulla strage di quattordici anni prima. Nel deserto, incontra un uomo che si fa chiamare semplicemente Pastore, lo stesso angelo che ha annunciato a Maria la nascita di Gesù, e che la donna ha già incontrato più volte nel corso della narrazione. Nonostante la condotta, agli occhi di un ebreo, immorale e irreligiosa tenuta da Pastore, Gesù trascorre quattro anni della propria vita con lui, a condurre un enorme gregge, vivendo con grande semplicità, evitando pressoché ogni contatto con la gente. Al compiersi dei quattro anni, Gesù, inviato da Pastore a cercare una pecora smarrita nel deserto, incontra Dio, sotto forma di una colonna di fumo: viene informato del fatto che la sua vita appartiene, e più di tutte le altre, inesorabilmente a Dio, e suggella con lui un patto grazie al quale, dopo morto, riceverà potere e gloria.
L'angelo che si fa chiamare Pastore scaccia Gesù; il ragazzo, appena diciottenne, si trova a percorrere, con i piedi piagati, la strada per tornare a Nazaret. Lungo il percorso, dovendosi fermare per medicare una ferita che ha preso infezione, Gesù incontra Maria di Magdala, una prostituta che, innamoratasi follemente di lui, rinuncia alla professione per divenire la sua amante e compagna. Dopo otto giorni trascorsi con lei, Gesù fa ritorno a casa, dove, alla rivelazione dell'incontro nel deserto, viene accolto freddamente dalla madre e dai fratelli minori. Si risolve a tornare da Maria di Magdala, le racconta di aver incontrato Dio, decide di partire con lei per la costa del Lago di Tiberiade, dove inizia a compiere prodigi, indicando con precisione ai pescatori dove gettare le reti, perché questi le ritirino a bordo cariche di pescato. Un nuovo miracolo lo compie acquietando una tempesta, la sua fama inizia a diffondersi, per la prima volta in vita sua Gesù stringe amicizia con quelli che poi diventeranno i suoi discepoli e apostoli.
Alle nozze di Cana, Gesù compie il noto miracolo, tramutando l'acqua in vino; è l'ultima occasione in cui vede sua madre. Tornato sulle rive del lago, Gesù ha un altro incontro con Dio, che dura quaranta giorni, avviene su una barchetta circondata dalla nebbia e vede anche la partecipazione del Diavolo, che si scopre essere l'angelo che apriva il racconto, il pastore con cui Gesù ha trascorso gli anni dell'adolescenza nel deserto. La conversazione che avviene a questo punto è, se possibile, ancor più surreale della prima: Dio spiega a Gesù che ciò che esige è l'acquisizione di una maggior estensione della devozione nei suoi riguardi, e il solo modo per ottenerla è sacrificare il proprio figlio, il figlio di Dio, infliggendogli una morte dolorosa e infame, come la crocifissione, per avvicinare gli humiliores alla fede, in cambio di una generica promessa di una qualche forma di vita dopo la morte. Lunga e dolorosa è l'elencazione delle conseguenze che la morte di Gesù porterà: Dio si dilunga nell'esporre martiri e martirii, guerre di religione e punizioni corporali di cui saranno autori e protagonisti i fedeli della religione che nascerà da quella croce, da quel sacrificio.
Inizia la predicazione di Gesù, iniziano i miracoli e le guarigioni prodigiose; a Betania, villaggio natale di Maria di Magdala, Gesù incontra la sorella della compagna, Marta, e il fratello, Lazzaro. Da qui Gesù e i suoi discepoli si recano al Tempio di Gerusalemme, dove rovesciano i banchi dei cambiavalute e le gabbie che imprigionano le colombe da offrire in sacrificio. Di poco successivo è l'incontro con Giovanni Battista, precursore del Messia.
Il romanzo, a questo punto, corre velocemente verso la fine: il Battista viene arrestato da Erode Antipa e fatto decapitare; Lazzaro muore, ma Maria di Magdala sconsiglia Gesù dal resuscitarlo, e questi, obbediente, non tenta di farlo. Proprio a Betania un Gesù disperato, disgustato dalla figura di un Dio insensibile, sanguinario e crudele, ermetico e quasi folle, inscena l'ultimo tentativo di una titanica ribellione, un tentativo che, com'è prevedibile, si dimostrerà inutile e vano, e sancirà il trionfo di un Dio carnefice implacabile, astuto giocatore di scacchi.

## Critiche
«Come tutti i figli degli uomini, il figlio di Giuseppe e Maria nacque sporco del sangue di sua madre, vischioso delle sue mucosità e soffrendo in silenzio».
Il Vangelo secondo Gesù Cristo ha suscitato, fin dalla sua uscita, forti reazioni del clero cattolico, sia portoghese, che italiano, a causa del tema trattato, delle libertà prese rispetto alla tradizione evangelica e della durezza con cui vengono descritti fatti e pensieri. La storia narrata è quella conosciuta, la vita di Gesù dalla nascita alla morte, ma ciò che caratterizza questo romanzo è la figura del protagonista, il Profeta, visto come una persona normale, un giovane, con le sue debolezze, le sue paure, le sue ansie, la sua inesperienza, un uomo del tutto uguale agli altri uomini, che strada facendo impara e cresce, fino a diventare un punto di riferimento per molti, il portatore di un nuovo pensiero.
Questi sono, in linea di massima, i punti più controversi:
- la nascita di Gesù, avvenuta da un rapporto carnale tra i suoi genitori, e la presenza di diversi e numerosi fratelli di Gesù;
- la morte di Giuseppe, padre di Gesù, che avviene per crocifissione, nel suo trentatreesimo anno di vita;
- l'amore - anche sensuale - di Gesù per la Maddalena;
- la vicinanza tra Dio e Diavolo, figure quasi speculari, complementari l'un'all'altra («Per me non esiste né davanti né dietro», dice Dio, nella sua prima apparizione, quasi volesse riassumere, nella sua presenza universale, infinita, sia il Bene che il Male); la figura di Dio è tratteggiata come autoritaria, vendicativa, crudele, spesso mossa da intenzioni nascoste e insensate;
- la "razionalizzazione" degli eventi soprannaturali: le apparizioni di angeli e i miracoli vengono ricondotti alla quotidianità, alla sfera della possibilità, in un qualche modo sono banalizzati, quando non del tutto ignorati (ad es. Giuseppe non viene avvertito da un angelo dell'imminente strage degli innocenti, né cerca di fuggire in Egitto con la famiglia; o, ancora, Lazzaro muore, e l'autore descrive cosa dovrebbe o potrebbe fare Gesù per resuscitarlo, ma poi l'intenzione resta tale, e non si concretizza nell'atteso miracolo).

## La Nascita
Saramago vede la nascita di Gesù come quella di un qualsiasi essere umano, il frutto non tanto di un evento sovrannaturale ma di un normale amplesso tra due persone. Per lo scrittore portoghese la figura del Profeta è né più né meno quella di un qualsiasi altro uomo. Così la sua istruzione, che avviene tramite lo studio delle sacre scritture al tempio, come era uso al suo tempo. Saramago integra la storia dei personaggi con gli usi e costumi dell'epoca e cerca in questo modo di spiegare il perché di certi luoghi comuni o errate interpretazioni della Bibbia. Ad es., il viaggio di Giuseppe e Maria per andare a Betlemme non avviene in solitudine, poiché a quel tempo si preferiva spostarsi in gruppo, in carovane, per dividere le spese e le fatiche del viaggio. Ma si viaggiava separati, uomini davanti e mogli e figli minorenni a seguire, a debita distanza.
Solo in un secondo momento, poi, si verrà a conoscenza della reale paternità di Gesù: l'origine divina del protagonista di questo Vangelo verrà rivelata prima per bocca di un indemoniato, che si fa chiamare Legione, incontrato a Gadara ed esorcizzato, poi confermata dallo stesso Dio nel suo secondo incontro con Gesù.

## Maddalena
L'incontro tra Gesù e Maria di Magdala è un altro dei punti caldi del romanzo. Per Saramago si tratta dell'incontro tra una persona che ha passato molto tempo in solitudine (Gesù), una persona che ha le sue necessità, ma che è ancora un ragazzo, pecca di inesperienza, cui soprattutto manca una persona che provi nei suoi riguardi del vero e autentico affetto. La Maddalena dal canto suo è una prostituta di alto bordo, vive in una casa modesta ma dignitosa e ha un forte bisogno di essere trattata come una donna. Ecco che allora l'unione delle due persone è inevitabile, entrambe alla ricerca di una stabilità, di sicurezza. Il Gesù di Saramago sa cogliere la vera essenza di quella donna, più anziana di lui, oppressa da un passato di cui non fatica a liberarsi, e che, per amore, è disposta a rinunciare alla vita precedente, e ad aspettare e accompagnare il suo "diletto" fino alla fine, che sa esser costellata di atroci tormenti.
Le pagine in cui vengono raccontati l'incontro e il successivo innamoramento tra i due personaggi abbondano di citazioni tratte dal Cantico dei Cantici, sapientemente miscelate e inserite nella narrazione.
Maria di Magdala è effettivamente l'unica persona che soffrirà in modo indicibile per la morte di Gesù, mentre Maria, madre di Gesù, che la tradizione vuole ai piedi della croce al momento della crocifissione, sarà distante e dimenticata, assente nell'ora della prova suprema.

## Il rapporto con Dio
Il rapporto tra Gesù e Dio è un rapporto conflittuale, segnato da inganni e menzogne, il rapporto con un Dio che mette sempre alla prova suo figlio, che lo affida al Diavolo perché gli insegni a vivere, un Dio che vuole usarlo per i suoi fini, ignoti e imperscrutabili. È un Dio profondamente cattivo e vendicativo quello descritto da Saramago, che si contrappone in modo assai evidente alla bontà, la compassione, la fiducia e l'ingenuità di Gesù. 
Il primo incontro tra Dio e Gesù avviene nel deserto, e vede la richiesta, da parte di Dio, di un sacrificio cruento per suggellare la nuova Alleanza con Gesù; il secondo, invece, si tiene in un lago avvolto dalla nebbia, e vi partecipa anche il Demonio, al tempo stesso sinonimo e contrario di Dio. Ciò che emerge dal dialogo che ne scaturisce è qualcosa di raccapricciante e insensato, il motivo per cui Dio vuole condannare al patibolo il proprio figlio. Gesù diventa lo strumento di un essere inumano, che si servirà ora di lui e più avanti di martiri innocenti (vengono elencati, per voce di Dio, centinaia di martiri e i loro supplizi, elenco che riempie numerose pagine del libro) per i suoi fini.
Il Dio che Saramago tratteggia ne Il Vangelo secondo Gesù Cristo è una figura inquietante e spietata, assetata di gloria e di sangue: nelle scene ambientate nel Tempio di Gerusalemme, e in quella in cui Gesù sacrifica una pecora per suggellare il patto con Dio, la divinità ci viene presentata come intenta a godere letteralmente del sangue versato in suo nome; sangue animale o umano, e tale è quello di Gesù, che scola lentamente in una coppa, mentre Dio, apparso sulle nuvole a sovrastare il suo figlio crocifisso (immagine, questa, fortemente simbolica e riassuntiva del rapporto esistente tra Dio e Gesù), esprime a gran voce il suo incontenibile compiacimento; Gesù, vedendo fallire il suo tentativo di sottrarsi alla volontà del Padre, con un rovesciamento tragico della versione canonica della sua morte, prende atto della propria impotenza di burattino, in mano a una forza superiore, capricciosa e inaccessibile, che annulla il libero arbitrio sopprimendo ogni deviazione dal destino che ha architettato, tracciato e sapientemente indirizzato, con la frase rassegnata:
«Uomini, perdonatelo, perché non sa quello che ha fatto».
Non è che l'ultima, definitiva resa di fronte a una divinità scorretta ed egoista, la cui presenza oscura e infida domina l'opera fin dalle prime pagine.

## Edizioni italiane
- Il Vangelo secondo Gesù, traduzione di Rita Desti, Collana Le finestre, Milano, Bompiani, febbraio 1993,  p. 346, ISBN 88-452-1969-0.
- in Romanzi e racconti, vol. II: 1985-1988, trad. riveduta di Rita Desti, a cura di Paolo Collo, Collana I Meridiani, Milano, Mondadori, 1999, pp.695-1126, ISBN 88-04-46939-0.
- Il Vangelo secondo Gesù Cristo, traduzione di Rita Desti, Collana Super ET, Torino, Einaudi, 2002,  p. 410, ISBN 978-88-06-17445-3.
- Il Vangelo secondo Gesù Cristo, traduzione di Rita Desti, Collana UEF, Milano, Feltrinelli, 2010,  p. 351, ISBN 978-88-07-72169-4.